# تعليق نشاط (قانون)
التعليق أو التأجيل لنشاط أو قانون أو دين أو يسمى المهلة وفي السياق القانوني، قد يشير المصطلح إلى تعليق مؤقت لأحد القوانين للسماح بإجراء طعن قانوني. على سبيل المثال، قد يطلب نشطاء حقوق الحيوان وسلطات الحماية إصدار أوامر بتأجيل صيد الأسماك أو الصيد الحيواني لحماية أنواع الحيوانات المعرضة للخطر أو المهددة. وهذا التأخير أو التعليق يعمل على منع الناس من صيد الحيوانات أو صيد الأسماك قيد النظر.
مثال آخر هو تأجيل الالتزامات القانونية أو السداد. فيمكن لمسؤول قانوني إصدار أمر بتأجيل سداد المبلغ المستحق بسبب ظروف تخفيفية، التي تجعل أحد الأطراف غير قادر على دفع المستحقات لطرف آخر.